# Esko Prága
Az Esko Prága egy S-Bahn vagy elővárosi vasúti rendszer Prágában és az agglomerációjában. A jelenlegi nevét 2007. december 9-től viseli. Az Esko része a Prágai Integrált Közlekedési rendszernek, azaz azonos díjszabással vehető igénybe, mint például a villamosok. A hálózatot a České dráhy üzemelteti, kivéve az S34 vonalat, melyet a KŽC Doprava.
A rendszer jelentősen fejlődött, mikor 2008-ban összekötötték a hálózat keleti és nyugati részeit. 2008-tól a Morva-sziléziai kerületben is üzemel egy azonos nevű rendszer (Esko v Moravskoslezském kraji).

## Vonalak

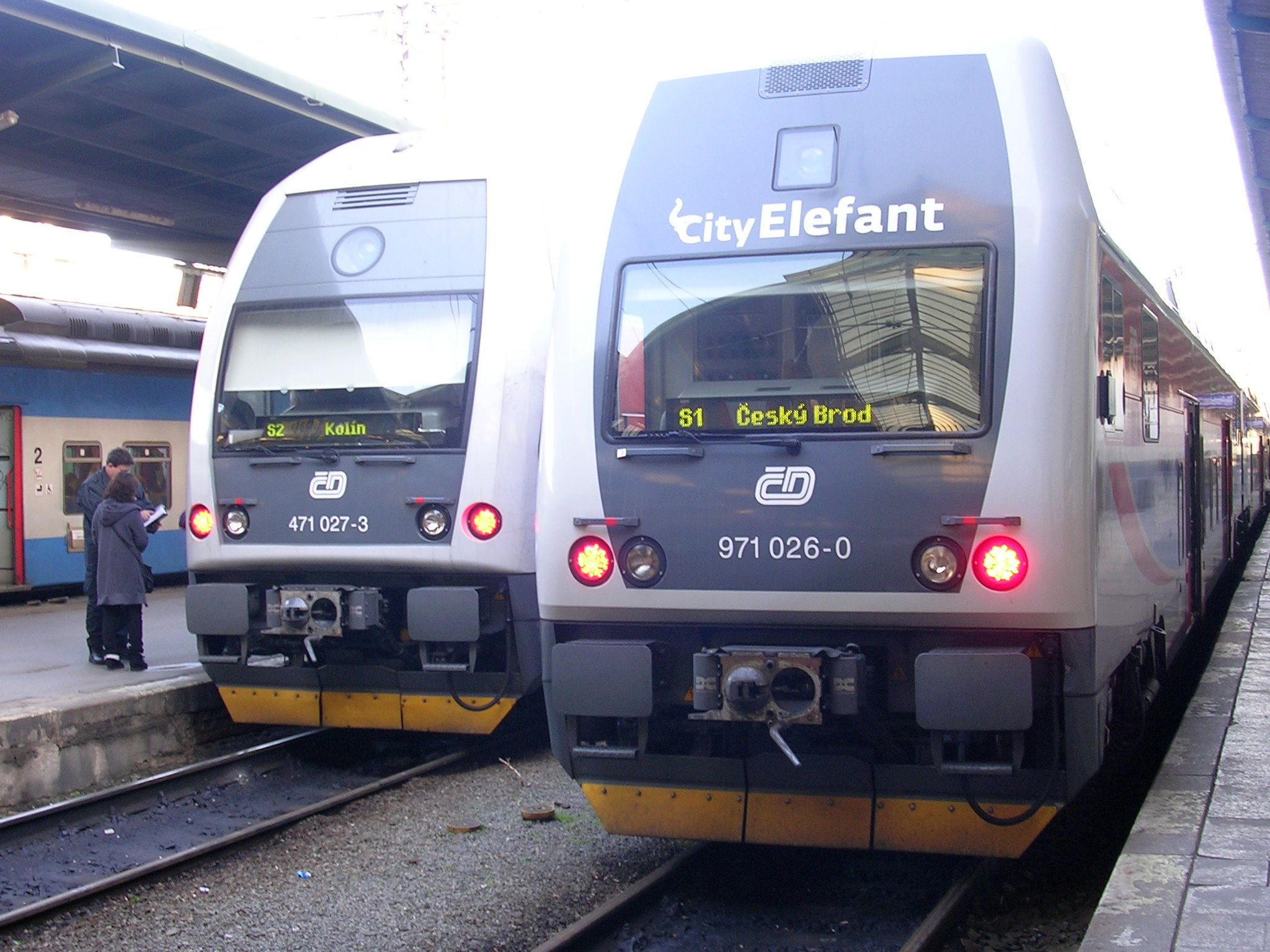
Egy S1 és S2 jelzésű vonat a prágai Masaryk állomáson

### Számozási rendszer
A fővonalak jelzései egy betűből és egy számból állnak. A számozás keleten kezdődik és az óramutató járásával ellentétesen folytatódik. A kiegészítő, illetve csatlakozó járatok jelzése kettő számból áll, melynek első tagja a fővonalra utal. Az S betű a mindenhol megálló személyvonatokat, az R betű pedig csak a fontosabb állomásokon megálló gyorsított vonatokat jelzi.
2011 decemberében szinte minden helyi vonatot beszámoztak, három vonalat pedig összekötöttek az Ústí nad Labemi rendszerrel (S4+U4, S32+U32 és S40+U40).
2018. február 4-ei adatok alapján:
| Vonal | Útvonal | Hossz (km) | Állomások | Üzemidő                                      | Csúcsidőben          | Csúcsidőn kívül      | Hétvégén               | Megjegyzés                                                           |
| ----- | --- | ---------- | --------- | -------------------------------------------- | -------------------- | -------------------- | ---------------------- | -------------------------------------------------------------------- |
| S1    | Praha Masarykovo nádraží – Praha-Libeň – Český Brod (– Poříčany – Kolín)                                    | 62         | 19        | egész héten                                  | 30 perc              | 30 perc (60 perc)    | 30 perc (60 perc)      | egyesítve az S7-tel a közös szakaszon hétköznapokon, csúcsban        |
| S10   | Kolín – Týnec nad Labem                                                                                     | 13         | 5         | egész héten                                  | 60 perc              | 120 perc             | 120 perc               |                                                                      |
| R10   | Praha hlavní nádraží – Praha-Vysočany – Lysá nad Labem – Nymburk hl.n. – Poděbrady (– Chlumec nad Cidlinou) |            | 6         |                                              |                      |                      |                        |                                                                      |
| S11   | Pečky – Kouřim                                                                                              | 17         | 11        | egész héten                                  | 60 perc              | 120 perc             | 120 perc               |                                                                      |
| S12   | Poříčany – Sadská ( – Nymburk hl.n.)                                                                        | 15         | 6         | egész héten                                  | 30 perc              | 60 perc              | 60 perc                |                                                                      |
| S15   | Kolín – Velký Osek (– Chlumec nad Cidlinou)                                                                 |            | 8         |                                              |                      |                      |                        |                                                                      |
| R16   | Praha hlavní nádraží – Praha-Smíchov – Beroun – Kařez                                                       |            | 6         |                                              |                      |                      |                        |                                                                      |
| R17   | Praha-Holešovice – Praha hlavní nádraží – Praha-Vršovice – Čerčany – Olbramovice (– Tábor)                  |            | 6         |                                              |                      |                      |                        |                                                                      |
| S18   | Kolín – Bečváry – Ledečko                                                                                   |            | 8         |                                              |                      |                      |                        |                                                                      |
| R18   | Praha-Smíchov – Praha hlavní nádraží – Praha-Libeň – Kolín                                                  |            | 4         |                                              |                      |                      |                        |                                                                      |
| R19   | Praha-Smíchov – Praha hlavní nádraží – Praha-Libeň – Kolín                                                  |            | 4         |                                              |                      |                      |                        |                                                                      |
| S2    | Praha Masarykovo nádraží – Praha-Vysočany – Lysá nad Labem – Nymburk hl.n. – Kolín                          | 73         | 20        | egész héten                                  | 30 perc              | 60 perc              | 60 perc                | egyesítve az S9-cel és az S22-vel a közös szakaszon                  |
| S20   | Kolín – Kutná Hora hl.n. (– Čáslav – Světlá nad Sázavou)                                                    |            | 14        |                                              |                      |                      |                        |                                                                      |
| R20   | Praha hlavní nádraží – Kralupy nad Vltavou – Hněvice – Roudnice nad Labem                                   |            | 6         |                                              |                      |                      |                        |                                                                      |
| S21   | Nymburk hl.n. – Křinec (– Kopidlno)                                                                         |            | 9         |                                              |                      |                      |                        |                                                                      |
| R21   | Praha-Vršovice – Praha hlavní nádraží – Praha-Vysočany – Všetaty – Mladá Boleslav (– Turnov)                |            | 12        |                                              |                      |                      |                        |                                                                      |
| S22   | Praha Masarykovo nádraží – Praha-Vysočany – Lysá nad Labem – Milovice                                       | 40         | 9         | egész héten                                  | 30 perc              | 60 perc              | 60 perc                | egyesítve az S2-vel és az S9-cel a közös szakaszon                   |
| R22   | Kolín – Nymburk hl.n. – Mladá Boleslav (– Doksy)                                                            |            | 8         |                                              |                      |                      |                        |                                                                      |
| S23   | Čelákovice – Brandýs nad Labem – Neratovice                                                                 | 24         | 12        | egész héten                                  | 60 perc              | 60 perc (120 perc)   | 60 perc (120 perc)     |                                                                      |
| R23   | Štětí – Mělník – Všetaty – Lysá nad Labem – Nymburk hl.n. – Kolín                                           |            | 9         |                                              |                      |                      |                        |                                                                      |
| S24   | Čelákovice – Mochov                                                                                         |            | 3         |                                              |                      |                      |                        |                                                                      |
| R24   | Praha-Bubny Vltavská – Praha-Dejvice – Kladno – Rakovník                                                    |            | 10        |                                              |                      |                      |                        |                                                                      |
| S25   | Nymburk hl.n. – Dymokury (– Městec Králové)                                                                 |            | 9         |                                              |                      |                      |                        |                                                                      |
| S26   | Městec Králové – Chlumec nad Cidlinou                                                                       |            | 5         |                                              |                      |                      |                        |                                                                      |
| R26   | Praha hlavní nádraží – Praha-Smíchov – Beroun – Příbram (– Mirovice)                                        |            | 9         |                                              |                      |                      |                        |                                                                      |
| S27   | Čáslav – Třemošnice                                                                                         |            | 10        |                                              |                      |                      |                        |                                                                      |
| S28   | Kutná Hora hl.n. – Hodkov (– Zruč nad Sázavou)                                                              |            | 18        |                                              |                      |                      |                        |                                                                      |
| S3    | Praha-Vršovice – Praha hlavní nádraží – Neratovice – Všetaty – Mladá Boleslav hl.n.                         | 75         | 21        | egész héten                                  | 30–60 perc           | 60–120 perc          | 30–120 perc            |                                                                      |
| S30   | Mladá Boleslav – Turnov                                                                                     |            | 9         |                                              |                      |                      |                        |                                                                      |
| S31   | Nymburk hl.n. – Mladá Boleslav město                                                                        |            | 10        |                                              |                      |                      |                        |                                                                      |
| S32   | Lysá nad Labem – Všetaty – Mělník – Štětí                                                                   | 47 / 85    | 12 / 9    | egész héten                                  | 30–60 perc           | 60 perc              | 60 perc                |                                                                      |
| S33   | Mělník – Mšeno – Mladá Boleslav – Řepov (– Sobotka)                                                         |            | 28        |                                              |                      |                      |                        |                                                                      |
| S34   | Praha Masarykovo nádraží – Praha-Čakovice                                                                   | 19         | 5         | csak munkanapon                              | 60 perc              | 60 perc              | –                      | a KŽC Doprava üzemelteti                                             |
| S35   | Bakov nad Jizerou – Buda – Dolní Bousov                                                                     |            | 7         |                                              |                      |                      |                        |                                                                      |
| S4    | Praha Masarykovo nádraží – Kralupy nad Vltavou (– Vraňany – Hněvice)                                        | 57         | 21        | egész héten                                  | 15–30 perc           | 60 perc              | 60 perc                | Hněvice állomástól U4 néven Roudnice nad Labem állomásig közlekedik. |
| S40   | Kralupy nad Vltavou – Slaný – Telce                                                                         |            | 16        | egész héten                                  | 30–60 perc           | 60–120 perc          | 120 perc               | Telce állomástól U40 néven Louny állomásig közlekedik.               |
| S41   | Praha-Hostivař – Praha-Libeň – Praha-Holešovice – Roztoky                                                   | 21         | 6         | egész héten (Libeň – Hostivař csak hétvégén) | 30 perc              | 60 perc              | 60 perc                |                                                                      |
| R41   | Praha Masarykovo nádraží – Praha-Libeň – Kolín                                                              |            | 8         |                                              |                      |                      |                        |                                                                      |
| S42   | Kralupy nad Vltavou – Lužec nad Vltavou                                                                     |            | 7         |                                              |                      |                      |                        |                                                                      |
| S43   | Neratovice – Kralupy nad Vltavou                                                                            | 17         | 6         | egész héten                                  | 60 perc              | 120 perc             | 120 perc               |                                                                      |
| R43   | Praha-Vršovice – Praha hlavní nádraží – Praha-Vysočany – Všetaty – Mělník                                   |            | 7         |                                              |                      |                      |                        |                                                                      |
| S44   | Kralupy nad Vltavou – Velvary                                                                               | 10         | 5         | egész héten                                  | 60 perc              | 60–120 perc          | 60–120 perc            |                                                                      |
| R44   | Praha-Holešovice – Kralupy nad Vltavou                                                                      |            | 3         |                                              |                      |                      |                        |                                                                      |
| S45   | Kladno – Kralupy nad Vltavou                                                                                | 25         | 12        | egész héten                                  | 60 perc              | 120 perc             | 120 perc               | néhány közvetlen vonat S5 + S45                                      |
| R45   | Praha-Bubny Vltavská – Kladno-Ostrovec                                                                      |            | 7         |                                              |                      |                      |                        |                                                                      |
| S46   | Zlonice – Straškov                                                                                          |            | 7         |                                              |                      |                      |                        |                                                                      |
| R49   | Praha hlavní nádraží – Praha-Vršovice – Benešov                                                             |            | 6         |                                              |                      |                      |                        |                                                                      |
| S5    | Praha-Bubny Vltavská – Kladno-Ostrovec                                                                      |            | 11        | egész héten                                  | 15–30 perc           | 30–60 perc           | 30–60 perc             |                                                                      |
| S50   | Kladno – Rakovník                                                                                           | 42         | 11        | egész héten                                  | 30–60 perc           | 60–120 perc          | 60–120 perc            |                                                                      |
| S51   | Rakovník – Lužná (– Deštnice)                                                                               |            | 6         |                                              |                      |                      |                        |                                                                      |
| S52   | Rakovník – Domoušice                                                                                        |            | 7         |                                              |                      |                      |                        | Domoušice állomástól U12 néven Louny állomásig közlekedik.           |
| S53   | Rakovník – Kralovice                                                                                        |            | 9         |                                              |                      |                      |                        |                                                                      |
| S54   | Praha-Dejvice – Hostivice – Středokluky – Slaný                                                             |            | 17        | ?                                            | ?                    | ?                    | ?                      |                                                                      |
| S57   | Rakovník – Blatno                                                                                           |            | 11        |                                              |                      |                      |                        |                                                                      |
| S6    | Praha-Smíchov – Rudná – Nučice (– Beroun)                                                                   | 34         | 14        | egész héten                                  | 30 perc (60 perc)    | 60 perc              | 60 perc (240 perc)     |                                                                      |
| S60   | Beroun – Zdice – Lochovice – Březnice – Mirovice                                                            |            | 17        | egész héten                                  | 60 perc              | 120 perc             | 60–120 perc            |                                                                      |
| S65   | Praha hlavní nádraží – Praha-Žvahov – Hostivice (– Rudná)                                                   | 27         | 13        | egész héten                                  | 60 perc              | 60–120 perc          | 60–120 perc (120 perc) |                                                                      |
| S66   | Březnice – Blatná                                                                                           |            | 7         |                                              |                      |                      |                        |                                                                      |
| S67   | Březnice – Rožmitál pod Třemšínem                                                                           |            | 5         |                                              |                      |                      |                        |                                                                      |
| S7    | (Český Brod –) Praha hlavní nádraží – Praha-Smíchov – Řevnice (– Karlštejn – Beroun)                        | 66         | 19        | egész héten                                  | 10–15 perc (30 perc) | 30 perc (60 perc)    | 30 perc (30–60 perc)   |                                                                      |
| S70   | Beroun – Zdice – Hořovice – Kařez                                                                           |            | 9         | egész héten                                  | 60 perc              | 120 perc             | 60–120 perc            |                                                                      |
| S75   | Rakovník – Křivoklát – Beroun                                                                               | 44         | 15        | egész héten                                  | 60 perc              | 120 perc             | 120 perc               |                                                                      |
| S76   | Zadní Třebaň – Lochovice                                                                                    | 27         | 12        | egész héten                                  | 120 perc             | 120–240 perc         | 120 perc               |                                                                      |
| S8    | Praha hlavní nádraží – Praha-Vršovice – Praha-Zbraslav – Čerčany                                            | 60         | 25        | egész héten                                  | 60 perc              | 60–120 perc          | 60–120 perc            | egyesítve az S88-cal a közös szakaszon                               |
| S80   | Čerčany – Ledečko – Zruč nad Sázavou – Ledeč nad Sázavou                                                    |            | 34        | egész héten                                  |                      |                      |                        |                                                                      |
| S88   | Praha hlavní nádraží – Praha-Vršovice – Praha-Zbraslav – Dobříš                                             | 55         | 23        | egész héten                                  | 60 perc              | 60–120 perc          | 60–120 perc            | egyesítve az S8-cal a közös szakaszon                                |
| S9    | (Lysá nad Labem – Praha-Vysočany –) Praha hlavní nádraží – Praha-Vršovice – Strančice (– Čerčany – Benešov) | 76         | 22        | egész héten                                  | 15 perc (30 perc)    | 30–60 perc (60 perc) | 30 perc (30–60 perc)   | Lysá nad Labem – Praha hl.n. szakasz csak csúcsban                   |
| R9    | Praha hlavní nádraží – Praha-Libeň – Kolín – Kutná Hora (– Čáslav – Světlá nad Sázavou)                     |            | 7         |                                              |                      |                      |                        |                                                                      |
| S90   | Benešov – Tábor                                                                                             |            | 13        |                                              |                      |                      |                        |                                                                      |
| S98   | Olbramovice – Sedlčany                                                                                      |            | 7         |                                              |                      |                      |                        |                                                                      |
| S99   | Benešov – Vlašim – Trhový Štěpánov                                                                          |            | 14        |                                              |                      |                      |                        |                                                                      |

( ) = ezen a szakaszon nem jár minden vonat

## Fejlesztési tervek
A tervek szerint jelentősen fejlesztenék a rendszert, leginkább a meglévő vonalakon új állomásokkal, vonalkorszerűsítéssel, illetve még több vonal integrálásával.
Tervek vannak teljesen új vonalak építésére is, például Praha-Ruzyně és a Václav Havel repülőtér között.

## Külső hivatkozások
- A ČD honlapja (csehül)
- A hálózat térképe Archiválva 2019. február 4-i dátummal a Wayback Machine-ben
- Praha-Kladno (csehül)

## Fordítás
- Ez a szócikk részben vagy egészben  az   Esko Prague című angol Wikipédia-szócikk fordításán alapul.  Az eredeti cikk szerkesztőit annak laptörténete sorolja fel. Ez a jelzés csupán a megfogalmazás eredetét és a szerzői jogokat jelzi, nem szolgál a cikkben szereplő információk forrásmegjelöléseként.